# Östersunds IK
Östersunds IK (utläses Östersunds Ishockeyklubb, förkortas ÖIK) är en ishockeyförening i Östersund. ÖIK bildades 1965 genom en fusion mellan IK Boston (som efter krav från Boston Bruins tvingades byta namn) och IFK Östersunds ishockeysektion. Ordförande är Tommy Wahlund.
Sedan säsongen 2022/23 spelar klubben i Hockeyallsvenskan. Innan detta avancemang hade föreningen spelat totalt 21 säsonger i landets näst högsta division (senast 1994/95), som då var geografiskt uppdelad. Säsongen 1984/85 nådde ÖIK playoff-/kvalspel till Elitserien, efter en andraplats i fortsättningsserien, med bland andra junioren Ulf Dahlén i spelartruppen.
ÖIK:s A-lagsverksamhet överfördes inför säsongen 2003/2004 till den nya klubben Jämtlands HF, medan ungdomsverksamheten fortsatt fanns kvar i ÖIK. Inför säsongen 2006/2007 gick man ihop med lokalkonkurrenten Brunflo IK och bildade allianslaget Östersund/Brunflo IF. Föreningen övertog Jämtlands HF:s plats i seriesystemet.
Sedan 2011 är Östersunds IK åter en egen förening med komplett verksamhet. Förutom A-laget har klubben även ett J20-elitlag, ett J18-elitlag samt ett J18-Division 1-lag. Föreningen driver NIU-hockeygymnasium. ÖIK har en omfattande ungdomsverksamhet från skridskoskola och ungdomslag upp till U16. ÖIK arrangerar varje säsong ett stort antal ungdomscuper med deltagande lag från hela Norden. Sommartid bedriver ÖIK sommarhockey-skolor. ÖIK spelar i Östersund Arena som har en publikkapacitet 2 700 åskådare vid match.

## Säsonger
IFK Östersund dyker upp i resultatlistorna inom ishockeyn säsongen 1950/51. Då spelar man i Jämtlandsserien som kallas division III, men det är oklart om det fanns någon möjlighet uppflyttning till Division II. Säsongen därpå hette serien Division III Sydvästra Nordsvenska och segrarna där (IFK Strömsund) fick möjlighet att spela i Division II.
| Säsong        | Division                           | Placering     |
| IFK Östersund | IFK Östersund                      | IFK Östersund |
| ------------- | ---------------------------------- | ------------- |
| 1950/1951     | Jämtlandsserien                    | 3             |
| 1951/1952     | Division III Sydvästra Nordsvenska | 3             |

Åren 1952–1954 är oklara var det gäller seriespel för IFK Östersund. 1954 spelade man åtminstone i en nordsvensk/norsk serie med fyra lag där man placerade sig på en andraplats. Förmodligen deltog man även i lokalt seriespel motsvarande Division IV. Även 1955 spelade man i den internationella fyrklubbsserien och placerade sig tvåa. IFK Östersund nämns sedan i ishockeyns årsböcker då man vann Jämtlandsserien 1954/55. Året därpå spelar man i Division III igen.
| Säsong    | Division                               | Placering | Playoff/Kval |
| --------- | -------------------------------------- | --------- | ------------ |
| 1954/1955 | Division IV Jämtlandsserien            | 1         | uppflyttade  |
| 1955/1956 | Division III Nordsvenska Nedre         | 6         | nerflyttade  |
| 1956/1957 | Division IV Jämtlandsserien            | 2         | uppflyttade  |
| 1957/1958 | Division III Södra Nordsvenska C       | 5         |              |
| 1958/1959 | Division III Södra Nordsvenska C       | 3         |              |
| 1959/1960 | Division III Södra Nordsvenska C       | 6         | nerflyttade  |
| 1960/1961 | Jämtland/Härjedalen Division IV Östra  | 1         | uppflyttade  |
| 1961/1962 | Division III Södra Nordsvenska C       | 7         |              |
| 1962/1963 | Division III Södra Nordsvenska 3       | 8         | nerflyttade  |
| 1963/1964 | Division IV Västra Jämtland/Härjedalen | 2         | uppflyttade  |
| 1964/1965 | Division III Södra Nordsvenska 3       | 5         |              |

Till säsongen 1965/66 gick IFK Östersunds ishockeysektion ihop med IK Boston, ett annat hockeylag från Östersund som redan spelat i division II.  Det nya laget fick namnet Östersunds IK och vann framgång direkt. Man vann Division III Södra Nordsvenska C och fick en plats i division II. Därefter följde nio raka säsonger i Division II och vid serieomläggningen 1975 placerades ÖIK i Division I som var namnet på den nya andradivisionen. Efter två säsonger i den nya serien började det gå tyngre och 1977 flyttades man ner till Division II.
| Säsong        | Division                         | Placering     | Kval                      |
| Östersunds IK | Östersunds IK                    | Östersunds IK | Östersunds IK             |
| ------------- | -------------------------------- | ------------- | ------------------------- |
| 1965/1966     | Division III Södra Nordsvenska C | 1             | uppflyttade               |
| 1966/1967     | Division II Norra B              | 4             |                           |
| 1967/1968     | Division II Norra B              | 3             |                           |
| 1968/1969     | Division II Norra B              | 5             |                           |
| 1969/1970     | Division II Norra B              | 4             |                           |
| 1970/1971     | Division II Norra B              | 6             |                           |
| 1971/1972     | Division II Norra B              | 4             |                           |
| 1972/1973     | Division II Norra B              | 8             |                           |
| 1973/1974     | Division II Norra B              | 6             |                           |
| 1974/1975     | Division II Norra B              | 5             | Klara för nya Division I. |
| 1975/1976     | Division I Norra                 | 10            |                           |
| 1976/1977     | Division I Norra                 | 9             | nerflyttade               |

1980- och 90-talen innebar pendling mellan division I och II. Tre säsonger i ettan fick man spela med Stockholmslagen i östra serien, med långa resor som följd. 1992–1995 spelade den ryske tidigare världsstjärnan Vladimir Krutov med föreningen. 1985 gjorde man en av de bästa säsongerna i föreningens historia när man nådde playoff.
| Säsong    | Division            | Placering | Playoff                           | Kval/Playoff                       |
| --------- | ------------------- | --------- | --------------------------------- | ---------------------------------- |
| 1977/1978 | Division II Norra C | 6         |                                   |                                    |
| 1978/1979 | Division II Norra B | 2         | Playoff: Utslagna av CRIF         | uppflyttade                        |
| 1979/1980 | Division I Norra    | 10        |                                   | nerflyttade                        |
| 1980/1981 | Division II Norra B | 4         |                                   |                                    |
| 1981/1982 | Division II Norra B | 1         | Playoff: Utslagna av Bureå        |                                    |
| 1982/1983 | Division II Norra B | 1         | Playoff: Besegrar Munksund        | 1:a i kvalserien, uppflyttade      |
| 1983/1984 | Division I Norra    | 7         | 6:a i fortsättningsserien         |                                    |
| 1984/1985 | Division I Norra    | 4         | 2:a i fortsättningsserien         | Playoff: Utslagna av Vallentuna BK |
| 1985/1986 | Division I Norra    | 7         | 6:a i fortsättningsserien         |                                    |
| 1986/1987 | Division I Norra    | 3         | 6:a i fortsättningsserien         |                                    |
| 1987/1988 | Division I Östra    | 9         | 8:a i fortsättningsserien         | nerflyttade                        |
| 1988/1989 | Division II Norra B | 1         | Playoff: Besegrar Vännäs HC       | 2:a i kvalserien, uppflyttade      |
| 1989/1990 | Division I Östra    | 8         | 5:a i fortsättningsserien         |                                    |
| 1990/1991 | Division I Östra    | 10        | 8:a i fortsättningsserien         | nerflyttade                        |
| 1991/1992 | Division II Norra B | 5         |                                   |                                    |
| 1992/1993 | Division II Norra B | 1         |                                   | 3:a i kvalserien, uppflyttade      |
| 1993/1994 | Division I Norra    | 8         | 6:a i fortsättningsserien         |                                    |
| 1994/1995 | Division I Norra    | 9         | 8:a i fortsättningsserien         | nerflyttade                        |
| 1995/1996 | Division II Norra B | 2         | Playoff: Besegrar Vännäs HC       | 4:a i kvalserien                   |
| 1996/1997 | Division II Norra B | 1         | Playoff: Utslagna av Kalix HF     |                                    |
| 1997/1998 | Division II Norra B | 5         | 2:a i kvalserien till Division II |                                    |
| 1998/1999 | Division II Norra B | 4         |                                   | Kvalificerade för nya Division 1.  |

Efter serieomläggningen 1999 har ÖIK spelat i Division 1 och Hockeyettan varje säsong tills man 2022 kvalificerade sig för Hockeyallsvenskan.
| Säsong                                                  | Division           | Plats | Vårserie             | Kval/Playoff                                            |
| ------------------------------------------------------- | ------------------ | ----- | -------------------- | ------------------------------------------------------- |
| 1999/2000                                               | Division 1 Norra B | 6     |                      |                                                         |
| 2000/2001                                               | Division 1 Norra B | 6     |                      |                                                         |
| 2001/2002                                               | Division 1 Norra B | 2     |                      | Utslagna av Tegs SK i förkval till kvalserien.          |
| 2002/2003                                               | Division 1 Norra B | 1     | 3:a i Allettan Norra | Förkval Norra: Besegrar Bräcke, utslagna av Asplöven.   |
| Jämtland HF                                             |                    |       |                      |                                                         |
| 2003/2004                                               | Division 1 Norra B | 1     | 2:a i Allettan Norra | Förkval Norra: Besegrar Husum, utslagna av Brunflo.     |
| 2004/2005                                               | Division 1 Norra   | 3     |                      |                                                         |
| 2005/2006                                               | Division 1B        | 1     | 6:a i Allettan A/B   |                                                         |
| 2006–2011 deltog man i samarbetet Östersund/Brunflo IF. |                    |       |                      |                                                         |
| Östersunds IK                                           |                    |       |                      |                                                         |
| 2011/2012                                               | Division 1B        | 1     | 4:a i Allettan Norra | Playoff: Besegrar Ånge, utslagna av Karlskrona.         |
| 2012/2013                                               | Division 1B        | 2     | 5:a i Allettan Norra |                                                         |
| 2013/2014                                               | Division 1 Norra   | 4     |                      | Playoff: Besegrar Teg, utslagna av Kallinge-Ronneby.    |
| 2014/2015                                               | Hockeyettan Norra  | 4     | 2:a i Allettan Norra | Playoff: Besegrar Kovland, utslagna av Huddinge.        |
| 2015/2016                                               | Hockeyettan Norra  | 1     | 3:a i Allettan Norra | Playoff: Besegrar Vännäs, utslagna mot Kristianstad.    |
| 2016/2017                                               | Hockeyettan Norra  | 1     | 9:a i Allettan Norra |                                                         |
| 2017/2018                                               | Hockeyettan Norra  | 2     | 5:a i Allettan Norra | Playoff: Utslagna av Tranås                             |
| 2018/2019                                               | Hockeyettan Norra  | 4     | 2:a i Allettan Norra | Playoff: Besegrar Forshaga; utslagna av Hudiksvall      |
| 2019/2020                                               | Hockeyettan Norra  | 1     | 4:a i Allettan norra | Playoff: Besegrar Kiruna AIF, utslagna av Mariestad     |
| 2020/2021                                               | Hockeyettan Norra  | 2     | 5:a i Allettan Norra | Slutspel: Besegrar Huddinge, utslagna av Hudiksvall     |
| 2021/2022                                               | Hockeyettan Norra  | 2     | 2:a i Allettan Norra | Slutspel: Besegrar Kalix, 1:a i kvalserien, uppflyttade |
| 2022/2023                                               | Hockeyallsvenskan  | 12    |                      |                                                         |
| 2023/2024                                               | Hockeyallsvenskan  | 13    |                      | Play-out: Besegrar Västervik                            |
| 2024/2025                                               | Hockeyallsvenskan  | 12    |                      |                                                         |

Data till säsongstabellen är hämtade från Elite Prospects. Mer detaljer och källor finns på Wikipedias artiklar för varje säsong.
Anmärkningar
1. ↑  Efter säsongens slut bad klubben självmant att få spela i division II p.g.a. dålig ekonomi.[14]
2. ↑  Östersunds IK flyttades upp till Division I i efterhand.[25]
3. ↑  Östersund fick plats i Division I Norra sedan Björklöven kvalificerat sig för Elitserien och därmed lämnade en extra plats i ettan.[26]

## Kända ÖIK-spelare (i urval)
- Alexander Edler
- Emil Djuse
- Henrik Hetta
- Jacob Moverare
- Markus Åkerblom
- Nicholas Edlund
- Ricard Persson
- Roger Forsberg
- Ulf Dahlén
- Ulf Skoglund
- Vladimir Krutov

Skådespelaren Rolf Lassgård spelade i sin ungdom med ÖIK.